# Rio Pratudão
Rio Pratudão är ett vattendrag i Brasilien.   Det ligger i delstaten Bahia, i den östra delen av landet, 400 km nordost om huvudstaden Brasília.
Omgivningarna runt Rio Pratudão är huvudsakligen savann. Trakten runt Rio Pratudão är nära nog obefolkad, med mindre än två invånare per kvadratkilometer.